# Leslie Groves
Generálporučík Leslie Richard Groves (17. srpna 1896, Albany, New York – 13. července 1970, Walter Reed Army Medical Center, Washington, D.C.) byl americký ženijní důstojník, který byl pověřen dohledem nad výstavbou budovy Pentagonu a vedením úspěšného projektu Manhattan, jehož cílem bylo vyvinout během 2. světové války americkou atomovou bombu.

## Mládí a vzdělání

### Dětství na různých místech
Leslie Richard Groves mladší se narodil 17. srpna 1896 v Albany, hlavní městě státu New York jako třetí syn ze čtyř dětí pastora Leslieho Richarda Grovese staršího a jeho manželky Gwen rozené Griffithové. Jeho otec byl napůl Velšan a napůl Angličan s francouzskými hugenotskými předky, kteří přišli do Spojených států v 17. století. Leslie Groves starší rezignoval v prosinci 1896 na funkci pastora šestého presbyteriánského kostela v Albany a stal se kaplanem armády Spojených států. V roce 1897 byl přidělen ke 14. pěšímu pluku ve Vancouverských kasárnách ve státě Washington.
Po vypuknutí španělsko-americké války v roce 1898 byl kaplan Groves vyslán na Kubu k 8. pěšímu pluku. Po návratu do Vancouverských kasáren dostal rozkaz, aby se znovu připojil ke 14. pěšímu pluku na Filipínách. Následovala služba ve filipínsko-americké válce a v Boxerském povstání v Číně. 14. pěší pluk se vrátil do Spojených států v roce 1901 a přesunul se do Fort Snelling v Minnesotě. Rodina se tam přestěhovala z Vancouveru, poté se přestěhovala do Fort Hancock v New Jersey a v roce 1905 se vrátila do Vancouveru. Kaplan Groves byl v roce 1905 hospitalizován s tuberkulózou ve Fort Bayard. Rozhodl se usadit v jižní Kalifornii a koupil si dům v Altadeně. Jeho dalším působištěm byla pevnost Fort Apache v Arizoně. Rodina tam trávila léto a vracela se do Altadeny, kde děti navštěvovaly školu.
V roce 1911 dostal kaplan Groves rozkaz vrátit se ke 14. pěšímu pluku, který byl nyní umístěn ve Fort William Henry Harrison v Montaně. Ve Fort Harrison se mladší Groves seznámil s Grace (Boo) Wilsonovou, dcerou plukovníka Richarda Hulberta Wilsona, armádního důstojníka z povolání, který sloužil s kaplanem Grovesem během vyslání 8. pěšího pluku na Kubu. V roce 1913 se 14. pěší pluk znovu stěhoval, tentokrát do pevnosti Fort Lawton v Seattlu ve státě Washington.

### Střední škola Queen Anne

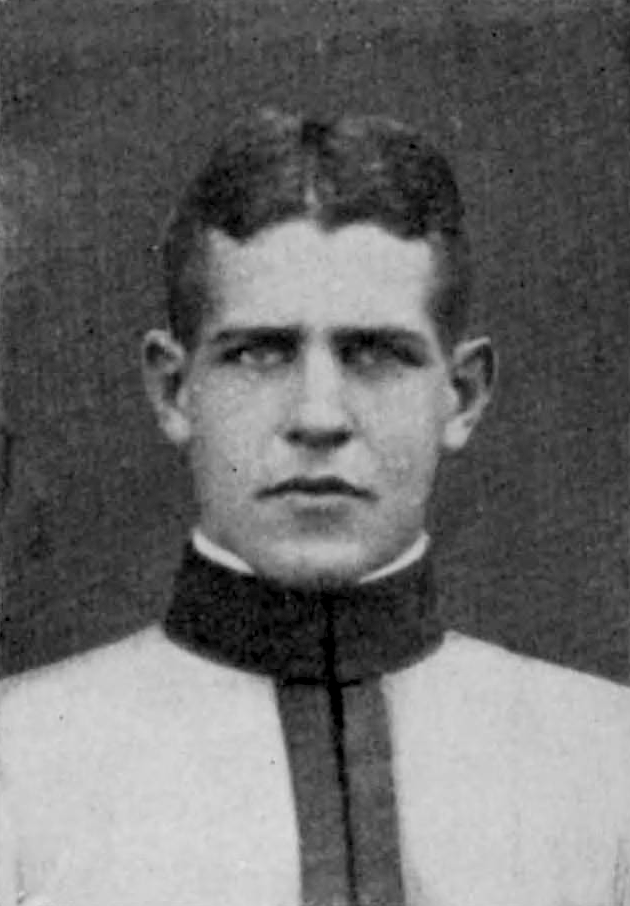
Na West Pointu (1918).

Leslie Groves nastoupil v roce 1913 na střední školu Queen Anne (veřejná škola ve městě Seattle) a v roce 1914 ji dokončil. Během studia na střední škole se zapsal do kurzů na Washingtonské univerzitě v očekávání, že se pokusí získat jmenování na Vojenskou akademii Spojených států. Získal nominaci od prezidenta Woodrowa Wilsona, která mu umožnila ucházet se o volné místo, ale při zkoušce nezískal dostatečně vysoký počet bodů, aby byl přijat. Charles W. Bell z 9. kongresového obvodu Kalifornie nominoval Grovese jako náhradníka, ale hlavní kandidát kandidaturu přijal.

### MIT a West Point
Místo toho se Groves zapsal na Massachusettský technologický institut (MIT) a plánoval znovu složit přijímací zkoušky na West Point. V roce 1916 Groves zkoušky opakoval, dosáhl dobrého výsledku a byl přijat.   Později k tomu řekl: „Vstupem do West Pointu se naplnily mé největší ambice. Byl jsem vychován v armádě a v podstatě celý život jsem žil na armádních postech.“
Grovesův ročník nastoupil na West Point 15. června 1916. Vyhlášení války Spojenými státy Německu v dubnu 1917 vedlo ke zkrácení jejich výukového programu jako Válečný nouzový kurz (War Emergency Course, WEC), který absolvovali 1. listopadu 1918, tedy o rok a půl dříve, než bylo plánováno. Leslie Groves skončil na čtvrtém místě ve svém ročníku, což mu vyneslo povýšení na podporučíka ženijního sboru, což byla první volba většiny vysoce postavených kadetů.
Na MIT hrával tenis, ale ve West Pointu neuměl bruslit pro hokej, neměl rád basketbal a nebyl dost dobrý na baseball ani na atletiku. Jeho jediným sportem tak byl (americký) fotbal. Říkal: „Byl jsem středový hráč číslo dvě, ale většinu času jsem seděl na lavičce, protože v té době nebylo zvykem střídat a jednička obvykle hrála celý zápas. Neměl jsem příliš velkou váhu a dnes by mě považovali za příliš subtilního, abych vůbec mohl tento sport hrát.“ 

## Období mezi válkami

### Po absolvování West Pointu
Po absolvování West Pointu dostal tradiční měsíční dovolenou a poté se v prosinci 1918 hlásil ve Fort Belvoir (v letech 1917 až 1935 tato vojenská základna měla název Camp A. A. Humphreys) ve Virginii, kde byl 1. května 1919 povýšen na nadporučíka. V červnu byl vyslán do Francie na studijní cestu po evropských bojištích první světové války. Po návratu z Evropy Leslie Groves v září 1919 zahájil další studia na ženijní škole v Camp Humphreys a po absolvování byl vyslán k 7. ženijnímu pluku ve Fort Benningu ve státě Georgia jako velitel roty.
Do Camp Humphreys se vrátil v únoru 1921 na Základní důstojnický ženijní kurz. Po jeho absolvování v srpnu 1921 byl vyslán ke 4. ženijní jednotce dislokované v Camp Lewis ve Washingtonu. Poté byl vyslán do Fort Worden, kde velel průzkumnému oddílu, který se nacházel blízko Seattlu, takže mohl pokračovat v seznamování s Grace Wilsonovou, která se stala učitelkou v mateřské škole. Vzali se v episkopálním kostele svatého Klementa v Seattlu 10. února 1922. V manželství se jim narodily dvě děti: syn Richard Hulbert (narozený v roce 1923), a dcera Gwen (narozená v roce 1928).

### První zahraniční mise

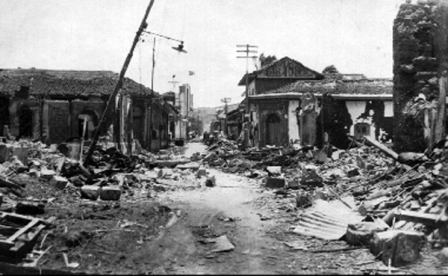
Za pomoc po zemětřesení, které v roce 1931 zdevastovalo hlavní město Managua, obdržel Groves Nikaragujskou prezidentskou medaili.

V listopadu 1922 byl Leslie Groves na své první zahraniční misi, a to jako velitel roty u 3. ženijního pluku v kasárnách Schofield na Havaji, kde si vysloužil pochvalu za svou práci při stavbě stezky z Kahuku do Pupukea. V listopadu 1925 byl vyslán do Galvestonu v Texasu jako asistent oblastního ženisty, majora Juliana Schleyho. Mezi Grovesovy povinnosti patřilo otevření kanálu v Port Isabel a dohled nad bagrovacími pracemi v Galvestonském zálivu. V roce 1927 se stal velitelem roty D, která byla součástí 1. ženijní roty ve Fort DuPont ve státě Delaware.
Během povodní v listopadu 1927, které zasáhly několik států v oblasti Nová Anglie byl vyslán do pevnosti Ethan Allen ve Vermontu. Poté, co	 pontonový most, který postavili, zaplavily a odnesly povodňové vody, byl Groves obviněn z nedbalosti. O měsíc později byl Groves a několik jeho mužů vážně zraněno, jeden z nich smrtelně, když předčasně explodoval nálož TNT. Grovesův nadřízený o něm napsal kritickou zprávu, ale náčelník ženijního oddělení generálmajor Edgar Jadwin se za něj přimluvil a vinu připsal Grovesovým nadřízeným. Groves se poté vrátil do Fort DuPont.

### Nikaragua a vyznamenání
V roce 1929 Groves odjel do Nikaraguy v čele roty 1. ženijního pluku jako součást expedice, jejímž cílem bylo provést další průzkum pro nakonec nerealizovaný Nikaragujský průplav. Po zemětřesení v roce 1931, které zdevastovalo hlavní město Managua převzal Leslie Groves odpovědnost za vodovodní systém v hlavním městě, za což mu byla udělena Nikaragujská prezidentská medaile za zásluhy. 
Leslie Groves byl 20. října 1934 povýšen na kapitána. V letech 1935 a 1936 navštěvoval školu ve Fort Leavenworth v Kansasu, která byla určena velitelům. Poté byl vyslán do Kansas City ve státě Missouri jako asistent velitele Missouri River Division. V letech 1938 a 1939 navštěvoval Army War College. Dne 1. července 1939 byl vyslán do generálního štábu ministerstva obrany ve Washingtonu, D.C.

## Výstavba budovy Pentagonu

### Asistent generálmajora pro výstavbu

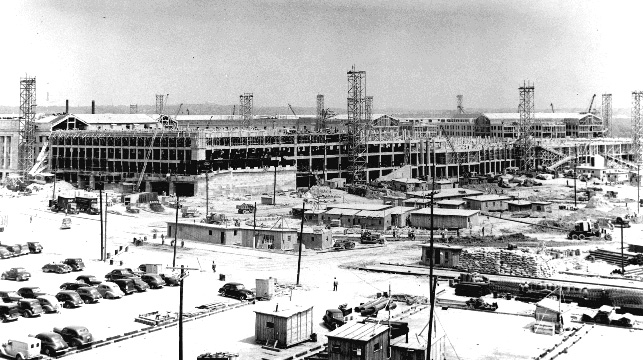
Severozápadní pohled na stavbu Pentagonu se spoustou aut, lešením a jeřáby: 1. července 1942.

Groves byl 1. července 1940 povýšen na majora. O tři týdny později se stal zvláštním asistentem pro výstavbu u generálmajora Edmunda B. Gregoryho, který řídil hlavní armádní stavební oddělení (Construction Division, Quartermaster Corps). Oba muži se znali dlouho, neboť Grovesův otec byl Gregorovým blízkým přítelem. V Evropě již naplno probíhaly boje druhé světové války a americká armáda chystala zahájit národní mobilizaci a úkolem stavebního oddělení společnosti Quartermaster Corps bylo připravit potřebné ubytovací a výcvikové prostory pro obrovskou armádu, která měla vzniknout. 
Gigantický stavební program provázely četné potíže, nedostatky, zpoždění, spirálovitě rostoucí náklady a špatné životní podmínky dělníků na staveništích. Noviny začaly zveřejňovat zprávy, které obviňovaly stavební oddělení armády z neschopnosti, nekompetentnosti a neefektivity. Leslie Groves, který měl pověst osoby, která je schopná projekty řídit, zajistit  jejich dokončení a puntičkáře, byl jedním z řady inženýrských důstojníků, kteří byli přivedeni, aby četné problémy projektu vyřešily. Zpočátku měl za úkol kontrolovat staveniště a dohlížet na průběh výstavby.

### Vedení oddělení kontraktů
Dne 12. listopadu 1940 generálmajor Edmund Gregory rozhodl, že Leslie Groves převezme řízení celého Oddělení kontraktů Stavební divize, jakmile bude povýšen na plukovníka, což se stalo o dva dny později, 14. listopadu 1940. Toto oddělení řídilo všechny kontrakty, kdy výstavbu pro armádu zajišťovaly různé firmy na základě smluv, které jim zaručovaly úhradu nutných nákladů plus dosažení určitého přiměřeného zisku. Další kontrakty pro armádu tvořily zakázky s pevnou cenou.
Leslie Groves na situaci po nástupu do funkce později vzpomínal takto: Během prvního týdne jsem nemohl vyjít ze své kanceláře na chodbu, aniž by mě doslova nenapadli důstojníci nebo civilní inženýři, kteří měli na starosti jednotlivé stavby. Bez nadsázky mohu říci, že v tomto období byla přijímána rozhodnutí, která se týkala až 5 miliónů dolarů v cenách roku 1940 (odpovídá přibližně 109 miliónům dolarů v roce 2024), zhruba každých 100 metrů chodby.
Groves zavedl celou řadu opatření a reforem. Všechny osoby, které zajišťovaly stavební dozor na jednotlivých místech, dostali telefonní linky. Vyžadoval týdenní hlášení o postupu prací a nařídil, aby poukazy na úhradu byly zpracovány také do týdne. Na místa, odkud byly hlášený problémy a nedostatky, posílal specialisty, kteří měli za úkol je odstranit a výstavbu urychlit. Dodavatelé si mohli pronajmout jakékoli speciální vybavení a v případě potřeby za ně zaplatili vyšší ceny, pokud to zaručilo urychlení výstavby. Namísto toho, aby nechal výstavbu probíhat v pořadí, jaké dodavatelé uznají za vhodné, stanovil Groves priority pro dokončení táborových zařízení, takže se vojáci mohli začít stěhovat ještě v době, kdy výstavba probíhala.
V polovině prosince bylo nejhorší období překonáno. Bylo mobilizováno více než půl milionu mužů a základní ubytovací zařízení a další nezbytné vybavení pro dva miliony mužů bylo dokončeno z 95 procent. Mezi 1. červencem 1940 a 10. prosincem 1941 zadala Stavební divize zakázky v hodnotě 1 676 293 000 dolarů (po započtení inflace odpovídá skoro 35 miliardám dolarů v roce 2024), z toho přibližně 80 procent tvořily zakázky s pevnou cenou.

### Řízení výstavby Pentagonu
Dne 19. srpna 1941 byl Groves předvolán na schůzku s velitelem Stavební divize brigádním generálem Brehonem B. Somervellem. Přítomni byli kapitán Clarence Renshaw, jeden z Grovesových asistentů, major Hugh J. Casey, náčelník konstrukční a inženýrské sekce stavební divize, a George Bergstrom, bývalý prezident Amerického institutu architektů. Casey a Bergstrom představili návrh obrovského kancelářského komplexu, který se nakonec stal známý pod názvem Pentagon. V němž mělo být v jedné pětipatrové pětiboké budově umístěno dohromady 40 000 zaměstnanců ministerstva obrany USA.
Pentagon měl mít celkovou rozlohu 470 000 metrů čtverečních (dvakrát více než Empire State Building, nyní to je 600 tisíc) a stal se tak na dobu 80 let (do roku 2023) největší kancelářskou budovou na světě. Původně odhadované náklady činily 35 milionů dolarů (odpovídá přibližně 725 miliónům v roce 2024). Stavba byla zahájena 11. září 1941 a Somervell chtěl mít do 1. března 1942 k dispozici první část budovy se 46 000 m2 podlahové plochy. George Bergstrom se stal architektem-inženýrem, operativní řízení stavby měl na starosti Clarence Renshaw, který podléhal přímo Grovesovi. Na stavbě a projektu pracovalo až 13 000 lidí. Koncem dubna se stěhovali první zaměstnanci a do konce května bylo připraveno 93 000  m2 prostor. Projekt nakonec stál přibližně 63 milionů dolarů (asi 1,3 miliardy v roce 2024) a stavba byla dokončena 15. ledna 1943, tedy zhruba 16 měsíců po zahájení výstavby.
Groves postupně překonával jednu krizi za druhou, potýkal se se stávkami, nedostatkem pracovníků, konkurenčními prioritami a inženýry, kteří nestačili na své úkoly. Pracoval šest dní v týdnu ve své kanceláři ve Washingtonu, D. C. Během týdne se rozhodoval, která část projektu potřebuje největší osobní pozornost, a tuto část poté v neděli navštívil. V září 1942, když již byla postavena velká část budovy Pentagonu, ale ještě nebyla dokončena, byl pověřen řízením ještě většího a přísně tajného projektu Manhattan.

## Vedení projektu Manhattan

### Oficiální vznik projektu

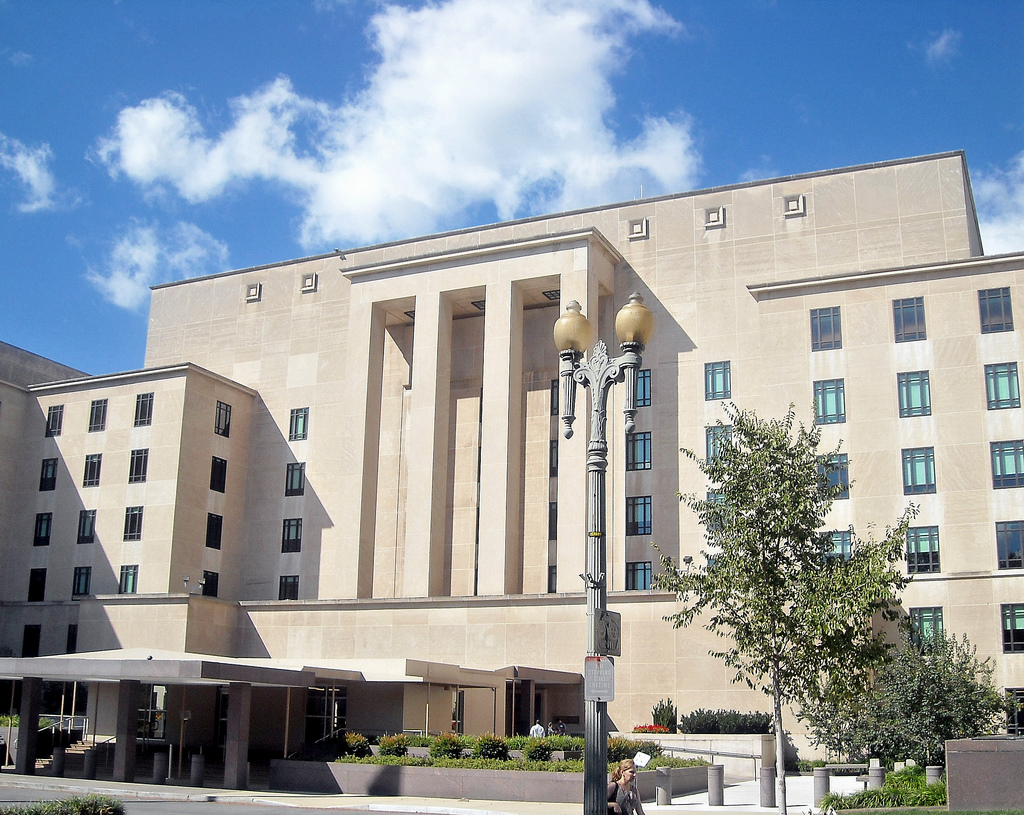
Groves řídil projekt Manhattan z pátého patra „New War Department Building“, od roku 2000 „Harry S. Truman Building“.

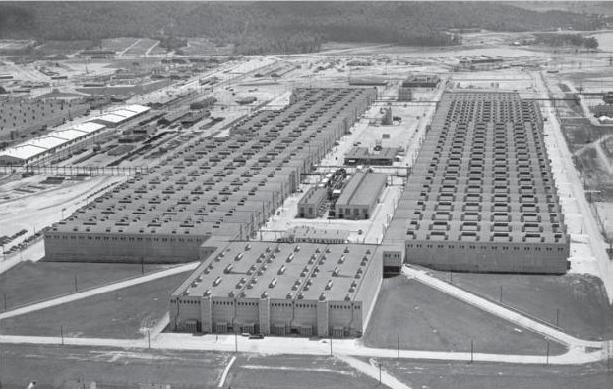
K-25: jeden ze tří komplexů na obohacování uranu v Oak Ridge, se stal největší budovou světa, když překonal Pentagon, jehož výstavbu Leslie Groves nedlouho předtím řídil.

Projekt Manhattan (oficiální název MED: Manhattan Engineer District) byl formálně založen náčelníkem ženijního vojska generálmajorem Eugenem Reyboldem 16. srpna 1942, kdy nahradil všechny různě pojmenované předchozí aktivity v této oblasti. Název projektu byl vybrán Leslie Grovesem a oblastním inženýrem MED, plukovníkem Jamesem C. Marshallem. Stejně jako ostatní projekty byl pojmenován podle místa, kde se nacházelo jeho ústřední velitelství, na adrese 270 Broadway, Manhattan, New York City. Na rozdíl od ostatních projektů ale neměl žádné geografické hranice, pouze jediný úkol: vyvinout zcela novou zbraň nebývalé síly, atomovou bombu.
Ačkoli Eugene Reybold byl s dosaženým pokrokem v rámci zatím krátce existujícího projektu spokojen, Vannevar Bush zdaleka ne. Domníval se, že je zapotřebí nové agresivní vedení, a navrhl jmenovat prestižního důstojníka celkovým ředitelem projektu. Brehon B. Somervell, nyní náčelník armádních služebních sil, doporučil Leslieho Grovese. Generál Somervell se s Grovesem setkal před jednací místností, kde Groves vypovídal před výborem Kongresu Spojených států pro vojenské bydlení, a oznámil mu, že „ministr obrany vás vybral pro velmi důležitý úkol a prezident výběr schválil ... Pokud tuto práci odvedete správně, vyhrajete válku.“ Groves (pod jehož vedením se výstavba Pentagonu blížila ke konci) nedokázal skrýt své zklamání z toho, že tentokrát nedostal bojový, ale opět stavební, inženýrský a technický úkol: „Ach, ta věc,“ odpověděl.
Leslie Groves se sešel s generálmajorem Wilhelmem D. Styerem v jeho kanceláři v Pentagonu, aby projednali podrobnosti. Dohodli se, že aby zajistily co nejlepší utajení nového projektu, bude Groves na projekt výstavby budovy Pentagonu nadále dohlížet. Bude také povýšen na brigádního generála, protože se domnívali, že titul „generál“ bude mít větší vliv na akademické vědce pracující na projektu Manhattan. Groves proto počkal do 23. září 1942 na povýšení, a teprve poté se ujal svého nového velení. Nyní byl jeho přímým nadřízeným  Somervell, nikoliv Reybold, zatímco Marshall byl nyní odpovědný Grovesovi.
Groves dostal pravomoc podepisovat smlouvy na projekt od 1. září 1942. Náměstek ministra obrany Robert P. Patterson v memorandu ze 17. dubna 1944 Grovesovi zpětně delegoval své pravomoci od prezidenta podle zákona o válečných pravomocích z roku 1941. Groves dále delegoval tuto pravomoc na Kennetha Nicholse, s výjimkou zakázek v hodnotě nad 5 milionů dolarů. Tato dodatečná písemná pověření byla důležitá pro podpis smluv s firmou Du Pont na výstavbu zařízení pro výrobu plutonia.
Leslie Groves se brzy rozhodl zřídit své projektové ústředí v pátém patře „New War Department Building“, od roku 2000 pojmenované „Harry S. Truman Building“. V srpnu 1943 se sice ústředí projektu Manhattan přestěhovalo do Oak Ridge v Tennessee, kde byly od roku 1942 budováno několik obřích komplexů na obohacování uranu, ale název projektu se nezměnil. Výstavba továren a zařízení na výrobu obohaceného uranu a plutonia představovala zhruba 90 % celkových nákladů projektu Manhattan.

### Budování Oak Ridge

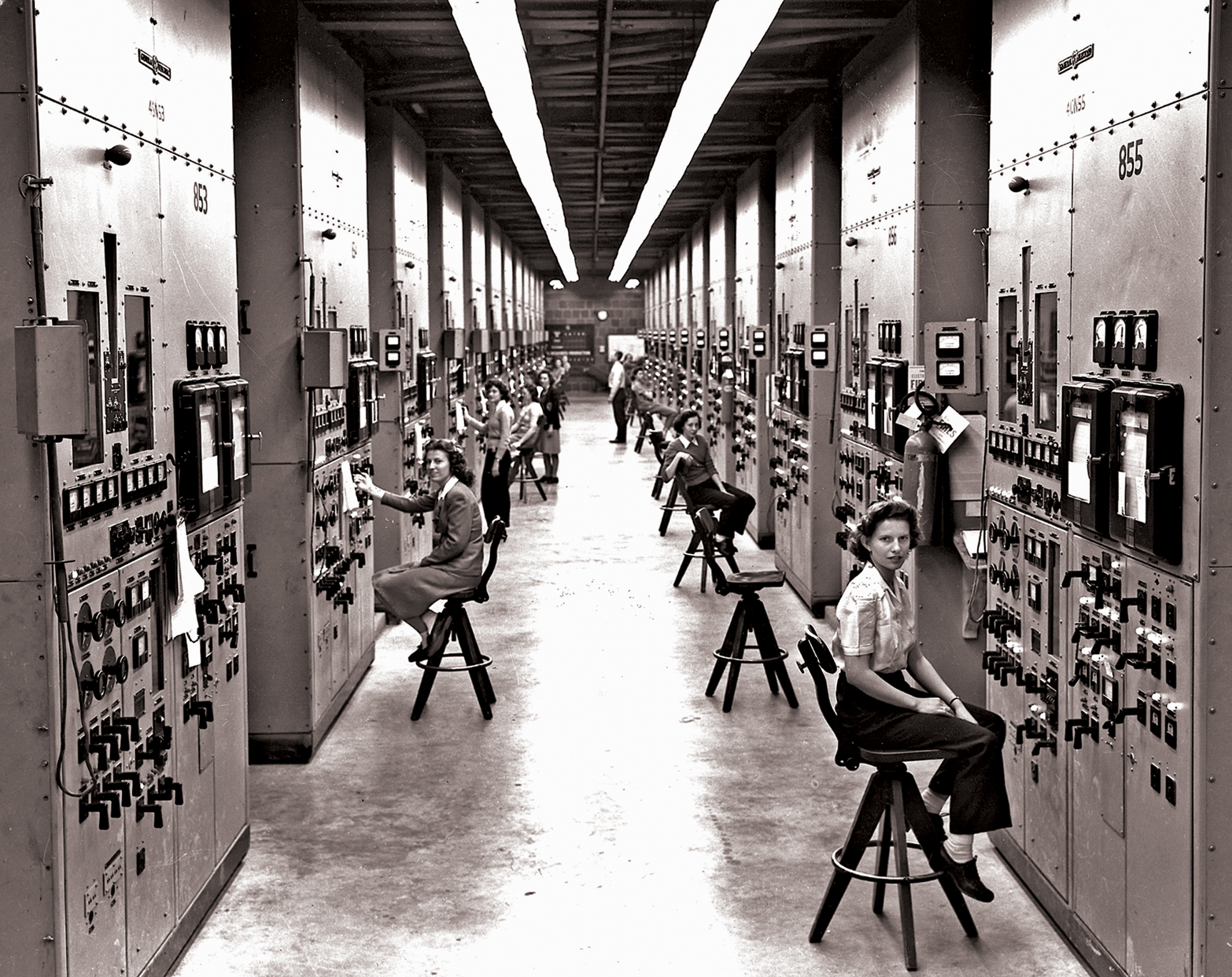
V druhém komplexu Y-25 zase pracovalo nejvíce osob: pro nepřetržitý provoz jich bylo až přes 22 tisíc.

Ještě v září 1942, den poté, co Leslie Groves převzal vedení projektu, odjel s Jamesem C. Marshallem vlakem do Tennessee, aby si prohlédli místo, které Marshall vybral jako nejvhodnější pro navrhované výrobní komplexy, a které dostalo krycí označení Site X (až později se stalo známé pod názvem Oak Ridge). Při výběru byla posuzována celá řada kritérií, např. dobrá dostupnost po silnici a železnici, ale přitom současně co nejmenší osídlení. Naprosto klíčový byl dostatek vody a zejména elektřiny, což v Oak Ridge zajišťovaly nedávno dokončené nedaleké mohutné hydroelektrárny.
A v neposlední řadě byl velkou výhodou profil terénu. Dlouhé údolí (asi 27 kilometrů) poskytovala dostatek místa pro zamýšlené obrovské komplexy, přitom bylo současně rozděleno několika hřebeny, což poskytovalo přirozenou ochranu jednotlivých částí. Pokud by přece jen došlo k vážné havárii v některé továrně, ostatní by byly chráněny terénem a nevybuchly by „jako petardy na provázku“.
Na Leslie Grovese proto místo udělalo patřičný dojem a byly podniknuty kroky k rychlému získání pozemků. Protesty místních farmářů, právní odvolání a šetření Kongresu byly bezvýsledné. V polovině listopadu 1942 už federální maršálové vyvěšovali na dveře farem výzvy k vyklizení nemovitostí a oznámení o jejich zabavení pro válečné účely. Celkem federální vláda nuceně zakoupila téměř 240 kilometrů čtverečních zemědělské půdy v údolí řeky a na vykoupené pozemky rychle přijížděli dodavatelé stavebních prací, protože bylo potřeba postavit nejen technologická zařízení, ale také nové město pro až 75 000 obyvatel.

### Budování Hanfordu

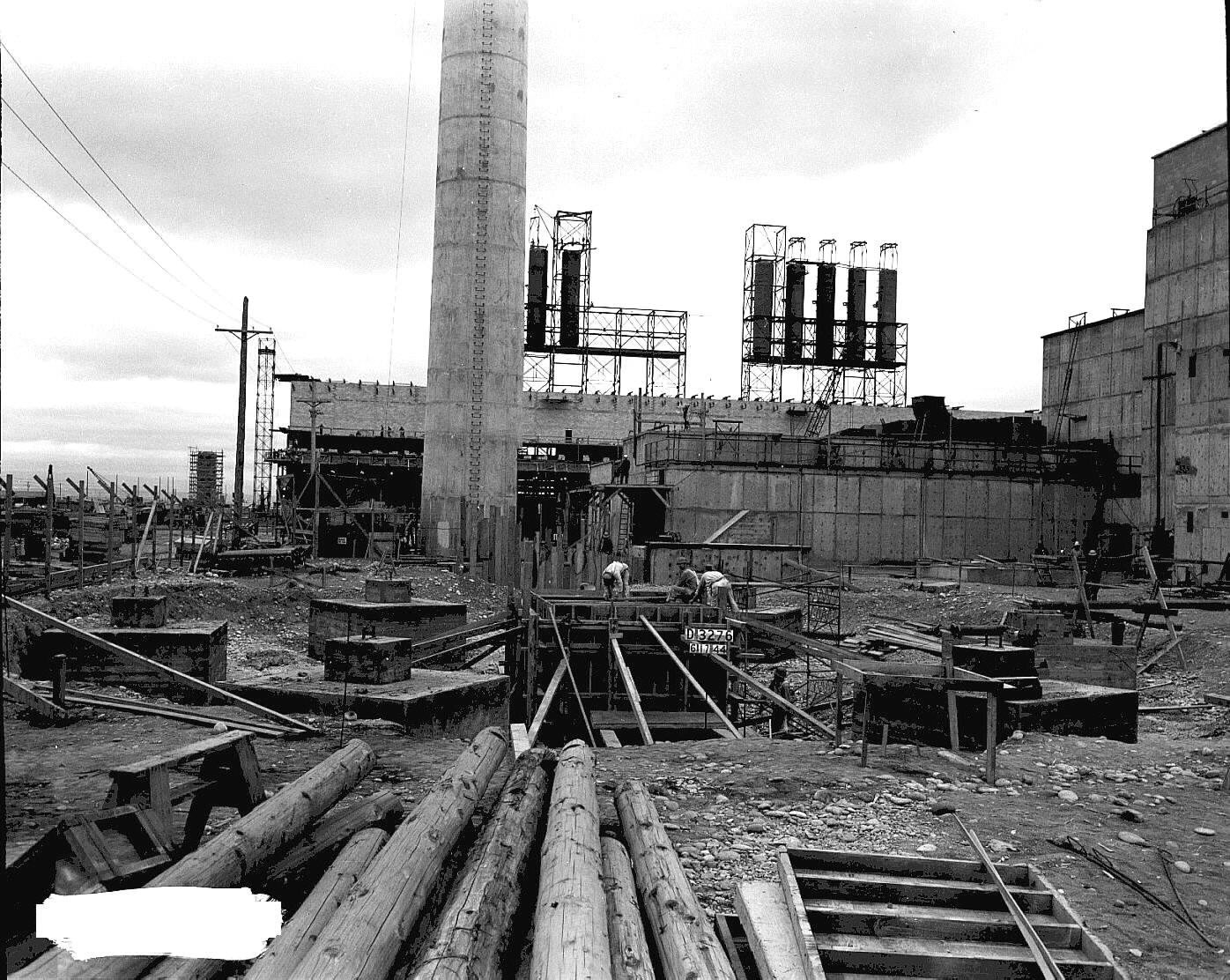
Reaktor B během výstavby (1944), reaktory D a F byly skoro stejné.

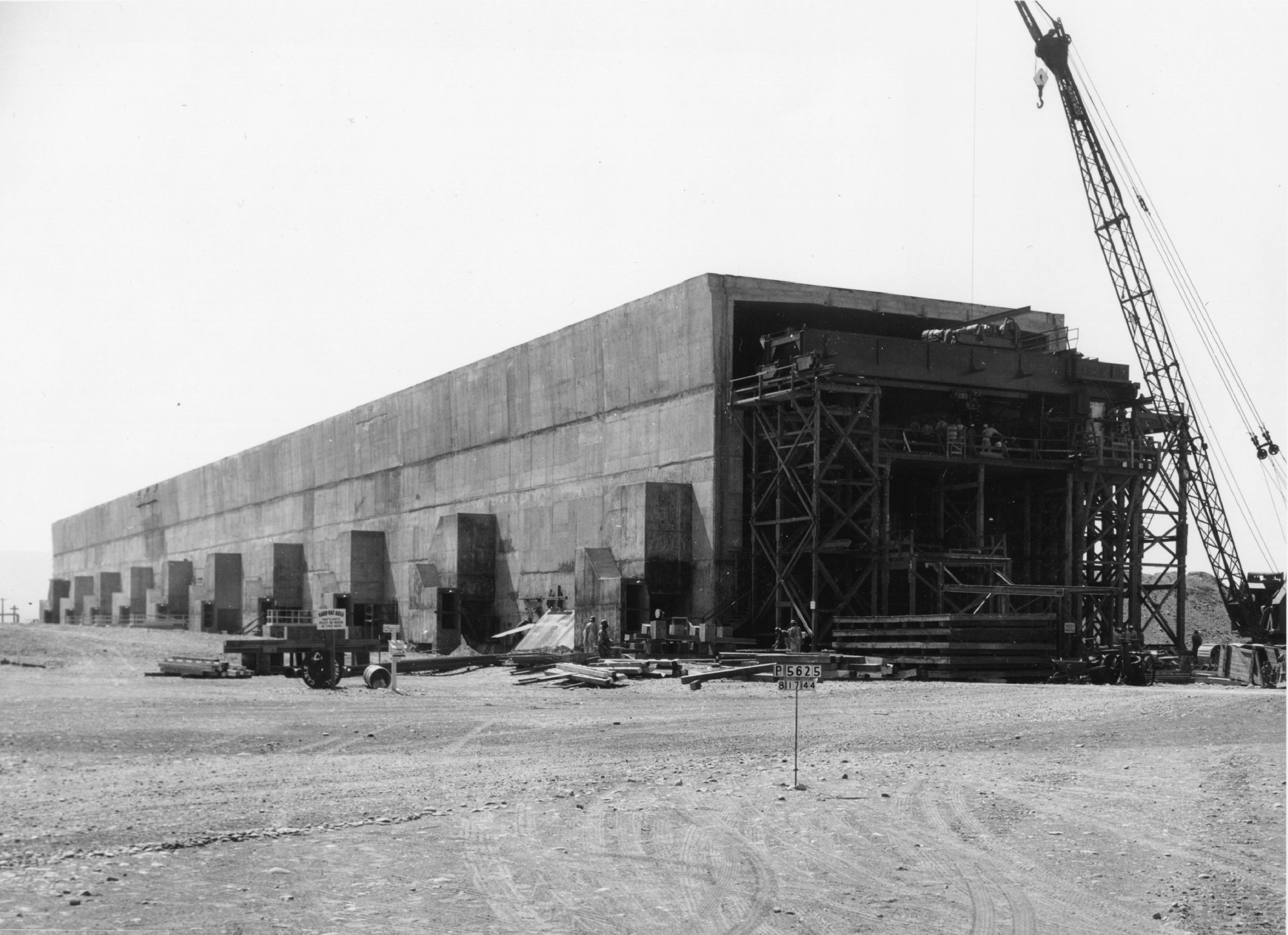
Budova 221-T během výstavby. Tři takové budovy v Hanfordu sloužily k separaci plutonia.

Ve výše popsané lokalitě s krycím označením Site X (později Oak Ridge), urychleně probíhala výstavba tří komplexů na obohacování uranu nezbytného pro uranovou verzi bomby (později známou jako Little Boy). Protože oddělení dvou hlavních izotopů uranu je velmi obtížné a panovala nejista, jak procesy bude fungovat v průmyslovém měřítku, každý komplex používal jinou metodu separace. Později byl v Oak Ridge postaven také experimentální grafitový reaktor X-10.
Původně se v Oak Ridge plánovala také výstavba několik dalších, již ryze produkčních reaktorů, a navazujících zařízení. Jedno místo tedy mělo zajišťovat jak dodávky obohaceného uranu, tak plutonia pro plutoniovou verzi bomby (zkušební The Gadget a Fat Man. Nakonec bylo rozhodnuto pro výrobu plutonia vybrat a vybudovat zcela novou lokalitu. Důvodů bylo více, ale mezi hlavní patřily bezpečnostní a zajištění dostatku elektřiny a vody. I když Oak Ridge byl vybrán zejména kvůli blízkým hydroelektrárnám, obrovské komplexy na uran spotřebovávaly tolik elektřiny, že pro další nová zařízení by jí již nebyl dostatek.
Vedle klíčového požadavku na dostatek elektřiny a také vody musela lokalita splňovat řadu dalších kritérií z hlediska rozlohy a polohy (včetně oddělení prostorů pro „nebezpečnou výrobní oblast“, pro laboratorní zařízení a městečko pro zaměstnance), žádné nebo minimální stávající osídlení okolí, žádné hlavní silnice nebo železnice, a také půda schopná unést velké zatížení). Potřeby válečného průmyslu ale způsobily nedostatek elektřiny také v mnoha dalších částech země, proto se začalo hledat zejména na severozápadě a jihozápadě USA. Do 31. prosince 1942 prověřila tříčlenná skupina složená z plukovníka Franklina T. Matthiase a inženýrů společnosti DuPont A. E. S. Halla a Gilberta P. Churche nejslibnější místa pro komplex.
Matthias hlásil Leslie Grovesovi, že lokalita Hanford u řeky Columbia (největší řeka na severozápadě Ameriky) ve státě Washington nedaleko od hranic s Kanadou je „prakticky ve všech ohledech mnohem lepší než kterákoli jiná“. Na průzkumnou skupinu udělala zvláštní dojem skutečnost, že lokalitou prochází vysokonapěťové elektrické vedení z přehrady Grand Coulee do přehrady Bonneville a na jejím okraji se nachází elektrická rozvodna.
Přehrada Grand Coulee byla dokončena krátce předtím v červnu 1942 (její elektrárny byly později ještě několikrát rozšiřovány: v letech 1949–1959 a 1983–1986 největší hydroelektrárna světa) a již původní výkon násobně převyšoval požadovaných 100 MW. Leslie Groves navštívil lokalitu 16. ledna 1943, výběr schválil a lokalita dostala krycí označení Site W. Jako souhrnné označení komplexu se používal též další krycí název Hanford Engineer Works (HEW).
Výstavba komplexu na zpracování plutonia začala v březnu 1943, postupně byli postaveny tři stejné reaktory označované reaktory B, D a F (další po válce) a navazující budovy pro separaci plutonia. Pro stavbaře byl vybudován velký dočasný ubytovací komplex společný pro všechna staveniště a pro stálé zaměstnance bylo postaveno nové město Richmond pro asi 16 000 obyvatel, které je záměrně asi 40 kilometrů od reaktorů (během studené války bylo dále rozšířeno a v roce 2020 mělo přes 60 tisíc obyvatel).

### Jmenování Roberta Oppenheimera

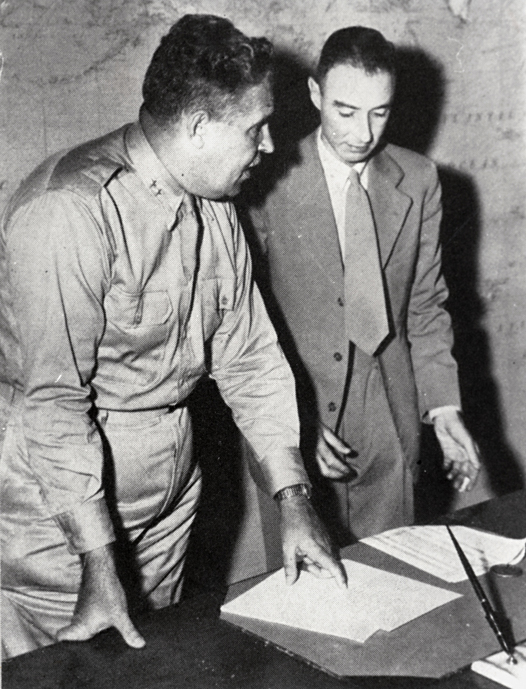
Leslie Groves a šéf Los Alamos Robert Oppenheimer.

Mezitím se Groves setkal s Robertem Oppenheimerem, teoretickým fyzikem z Kalifornské univerzity v Berkeley, a jednal s ním o vytvoření nové ústřední laboratoře, do které by byl soustředěn hlavní vývoj a testování atomové bomby. Groves byl ohromen rozsahem Oppenheimerových znalostí. Po schůzce v Chicagu 15. října 1942 spolu vedli dlouhý rozhovor ve vlaku, kdy Groves pozval Oppenheimera, aby se připojil k Marshallovi a Nicholsovi při návratu do New Yorku.
Po večeři ve vlaku diskutovali o projektu, namačkáni v Nicholsově kupé pro jednu osobu. Když Oppenheimer v Buffalu vlak opustil, Nichols nepochyboval, že by měl novou laboratoř řídit právě Oppenheimer. Groves viděl, že Oppenheimer dobře rozumí různorodým problémům spojeným se zřízením laboratoře v odlehlé oblasti. To byly vlastnosti, které Groves považoval u jiných vědců za nedostatečné. Věděl, že široké znalosti budou v interdisciplinárním projektu, který bude zahrnovat nejen fyziku, ale i chemii, metalurgii, práci s výbušninami a různé obory inženýrství, naprosto nezbytné.
Leslie Groves chtěl ústřední laboratoř v izolovaném místě, kde by vědci a technici vůbec nepřišli do kontaktu s běžnou populací a současně dostatečně daleko od hranic. Major John Dudley postupně navrhl několik míst, ale žádné po prozkoumání plně nevyhovovalo. Robert Oppenheimer trávil v mládí hodně času v Novém Mexiku a podnikal zde několikadenní výpravy na koních do odlehlých oblastí. Navrhl proto Los Alamos, místo kde ani nebyla stála osada, jen malá rančerská škola (Los Alamos Ranch School).
V říjnu 1942 si Groves a Oppenheimer navržené místo společně prohlédli. Vedla sem špatná přístupová cesta a inženýři měli obavy, zda zdejší zdroje vody budou stačit pro tolik lidí. Jinak ale místo bylo téměř ideální, mimo jiné proto, že poloha na náhorní plošině umožňovala snadno sledovat veškeré příjezdy. Na rozdíl od Oak Ridge byly v Los Alamos brzy získány jak budovy rančerské školy, tak asi 22 000 hektarů  okolních lesů a pastvin. Vedle toho, že Oppenheimer navrhl tak výborné místo, Groves u něj také rozpoznal něco, čeho si mnozí jiní nevšimli. Ctižádostivost, která podle Grovese dodá hnací sílu potřebnou k dotažení projektu do úspěšného konce. Groves se tak utvrdil v přesvědčení, že Oppenheimer je tím nejlepším a jediným člověkem, který by mohl laboratoř vést.
S tímto názorem na Oppenheimera však v roce 1942 souhlasil jen málokdo. Oppenheimer měl málo zkušeností s administrativou a řízením projektů (i když později se v Los Alamos také v tomto směru velmi osvědčil a mnohé tím překvapil) a na rozdíl od jiných potenciálních kandidátů neměl Nobelovu cenu. Panovaly také obavy, zda Oppenheimer nepředstavuje bezpečnostní riziko, protože mnoho jeho spolupracovníků bylo komunisty, včetně jeho mladšího bratra Franka Oppenheimera, jeho manželky Katherine Oppenheimerové a jeho přítelkyně Jean Tatlockové (ta zemřela v lednu 1944 za dodnes ne zcela jasných okolností).
Oppenheimerovy kontakty s komunistickou stranou brzy vyšly najevo, ale Leslie Groves se rozhodl nepovažovat to za překážku pro splnění bezpečnostních požadavků a 20. července 1943 vydal Oppenheimerovi prověrku. Důvěra, kterou Leslie Groves měl v Oppenheimera byla nakonec oprávněná. Oppenheimerovo inspirativní vedení podpořilo iniciativní a pragmatické přístupy vědců a techniků v Los Alamos k řešení četných problémů při návrhu a výrobě bomb. Na otázku, proč si Groves vybral právě jeho, Oppenheimer po letech odpověděl, že generál „měl osudovou slabost pro dobré lidi“. Fyzik a nositel Nobelovy ceny Isidor Isaac Rabi považoval toto jmenování za „skutečně geniální tah ze strany generála Grovese, který nebyl obecně považován za génia ...“.

### Budování Los Alamos

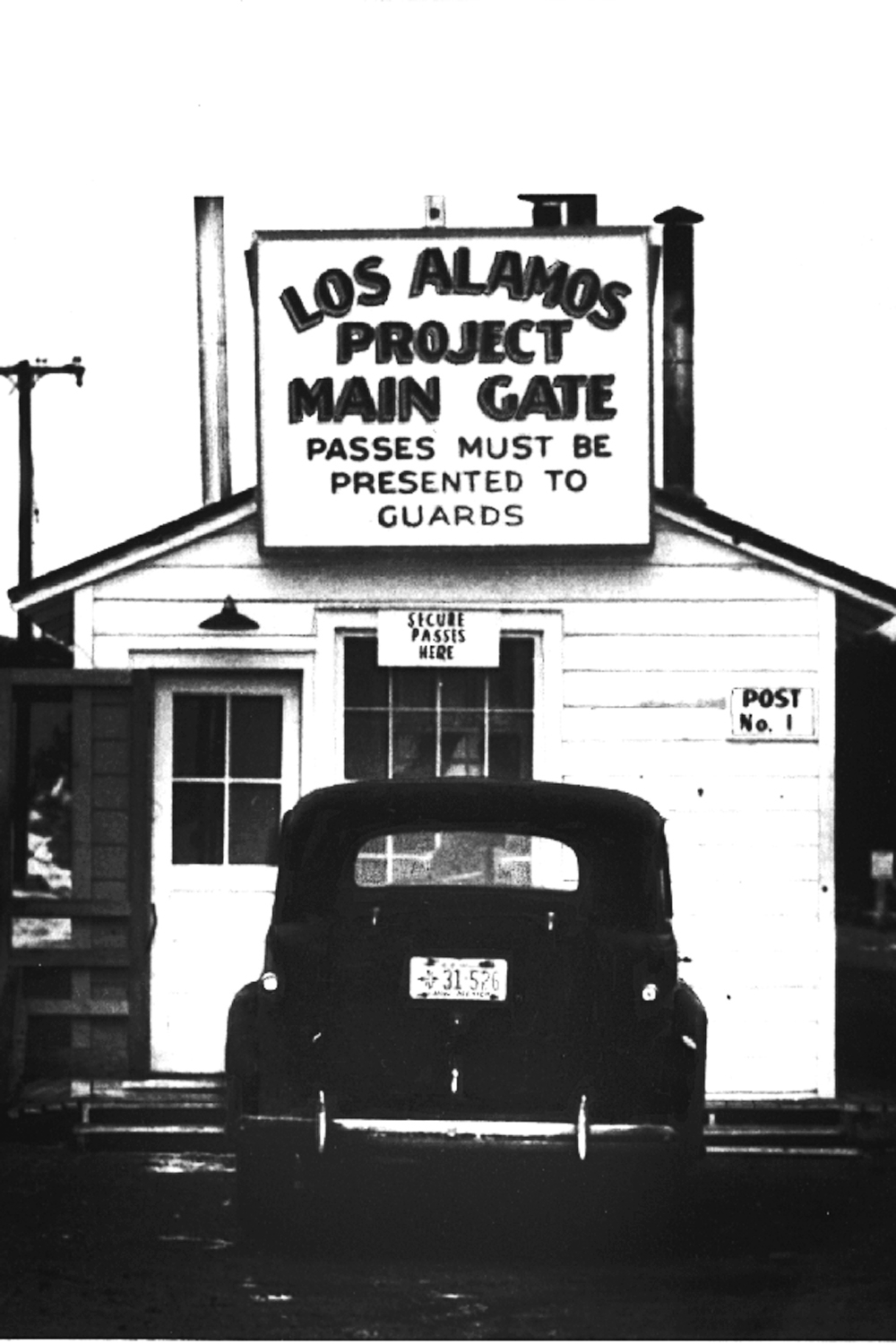
Střežený vjezd do Los Alamos (asi 1944).

Ještě předtím, než Leslie Groves přes odpor řady lidí definitivně prosadil jmenování Roberta Oppenheimera šéfem výzkumu a vývoje bomby, začala samotná výstavba města Los Alamos,  nezbytných laboratoří a dalšího technického zařízení. Nejprve byly využity všechny objekty nyní již bývalé rančerské školy, protože zde nebyla žádná osada a téměř žádné jiné budovy. Školu a okolní pozemky zakoupila armáda Spojených států amerických (další okolní pozemky již byly ve vlastnictví federální vlády). V lednu 1943 škola vydala poslední diplomy a následující měsíc armáda převzala nad místem kompletní kontrolu.
Oficiální krycí název Los Alamos byl Site Y. Poloha v nadmořské výšce před 2200 metrů na náhorní plošině stolové hory umožňovala snadnou kontrolu veškerých příjezdů. Město bylo přístupné pouze skrze dvě kontrolní brány ((viz obrázek jedné z nich), které společně s kontrolními věžemi střežily jediné příjezdy na náhorní plošinu (věž u silnice od východu se dochovala dodnes a je vidět na řadě fotografií). Všechny přijíždějící nákladní automobily byly navíc falešně označeny jako přepravující běžné zboží, aby se utajila skutečná povaha jejich nákladu.
Pro ještě lepší utajení nebyla hlavní kancelář laboratoří (maskovaná jako bytová kancelář) zřízena v samotném Los Alamos, ale v Santa Fe, asi 50 kilometrů vzdáleném hlavním městě státu Nové Mexiko. Vedoucí této kanceláře Dorothy McKibbinová dostala přezdívku „první dáma Los Alamos“ (first lady of Los Alamos) nebo také „strážkyně Los Alamos“ (the gatekeeper to Los Alamos), protože všichni noví zaměstnanci nejprve dostali pouze instrukce, aby cestovali do Santa Fe.
Teprve v této kanceláři se od Dorothy McKibbinová dověděli, kde vlastně budou pracovat a bydlet, s konkrétními pokyny, jak se dostat na správné místo. Pochopitelně také museli být vybaveni potřebnými dokumenty k průchodu bezpečnostními kontrolami. Zpočátku to byly dopisy individuálně podepisované samotným Robertem Oppenheimerem, později speciální bezpečnostní průkazy. Před každým odchodem z práce (často pozdě v noci) musela také spálit každý papír, který během dne vznikl.
Rovněž veškerá pošta nebyla doručováno přímo do Los Alamos, ale poštovní adresa byla PO Box 1663, Santa Fe, Nové Mexiko. Veškerá odchozí a příchozí korespondence osob pracujících a žijících v Los Alamos byla také kontrolována a případně cenzurována vojenskými úředníky, což vtipně společně s dalšími zajímavostmi popsal Richard Feynman (tehdy mladý fyzik, pozdější nositel Nobelovy ceny) v kapitole „Los Alamos zdola“ své autobiografické knihy To snad nemyslíte vážně!.
Do května 1943 bylo v Los Alamos vybudováno nejnutnější ubytování a zařízení, aby se tam Robert Oppenheimer a první skupina vědců mohla přestěhovat. Formálně se Oppenheimer o své pravomoci dělil s vojenským velitelem Los Alamos, reálně však armáda zajišťovala pouze ostrahu města a laboratoří, kontrolu přijíždějících osob či nákladu a podobné úkoly, zatímco Oppenheimer podléhal jen přímo Leslie Grovesovi. Los Alamos nebylo a nemělo být zdaleka tak veliké jak Oak Ridge (přibližně 75 tisíc obyvatel), ale Groves i Oppenheimer podcenily počet špičkových vědců, techniků a inženýrů, nutných k dokončení bomby, takže jejich počet až do roku 1945 stále vzrůstal až na přibližně šest tisíc. K tomu je ještě nutné přičíst rodiny většiny zaměstnanců.

### Nákupy strategických surovin

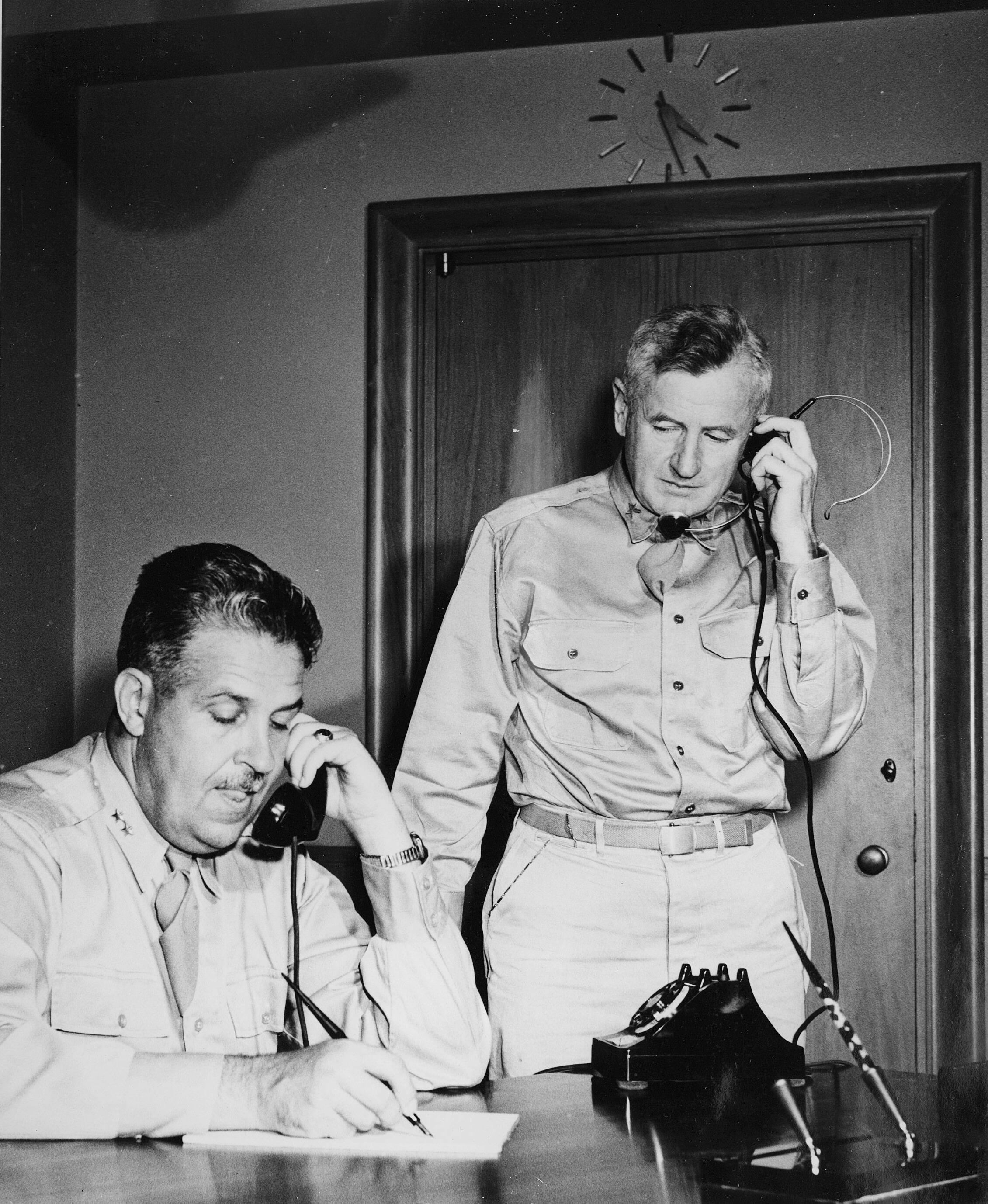
Leslie Groves a brigádní generál Thomas Farrell (1945).

Leslie Groves činil zásadní rozhodnutí o stanovení priorit různých metod separace izotopů a získávání surovin potřebných pro vědce a inženýry. V době, kdy převzal velení projektu Manhattan, bylo zřejmé, že rating AA-3, které získal Marshall, je nedostatečné. Ratingy byly AA-1 až AA-4, ale existoval také zvláštní rating AAA vyhrazený pro mimořádné situace. Hodnocení AA-1 a AA-2 byla určena pro nejdůležitější zbraně a vybavení, takže plukovník Lucius D. Clay, zástupce náčelníka štábu pro služby a zásobování pro požadavky a zdroje, se domníval, že nejvyšší rating, který může přidělit, je AA-3, ačkoli byl ochoten poskytnout AAA individuálně po vyžádání na konkrétní kritické případy. Leslie Groves se vydal za Donaldem M. Nelsonem, předsedou Rady pro válečnou výrobu, a poté, co pohrozil, že věc předá prezidentovi, dosáhl pro projekt Manhattan celkově priority AAA. Současně bylo dohodnuto, že priorita AA-3 bude nadále využívána tam, kde to bude možné.
V červnu 1944 byl vládami Spojeného království, Spojených států a Kanady založen Combined Development Trust, jehož předsedou se stal také Leslie Groves a jehož úkolem bylo obstarávat uranové a thoriové rudy na mezinárodních trzích. V roce 1944 trust nakoupil 3 440 000 liber (1 560 000 kilogramů) rudy oxidu uranu od společností provozujících doly v Belgickém Kongu. Bylo žádoucí, aby o těchto strategických nákupech skoro nikdo nevěděl, dokonce ani ministr financí Henry Morgenthau mladší. Pro peníze trustu byl proto použit zvláštní účet, který nepodléhal obvyklému auditu a kontrole. Od roku 1944 do doby, kdy Groves v roce 1947 z trustu odstoupil, vložil na účet trustu celkem 37,5 milionu dolarů.

### Operace Alsos
V roce 1943 se Manhattan Engineer District stal zodpovědným také za shromažďování vojenských informací o atomovém výzkumu Osy Berlín–Řím–Tokio, tedy především o stavu německého jaderného výzkumu. Leslie Groves proto vytvořil operaci Alsos, ve které speciální zpravodajské týmy následovaly běžné vojenské jednotky, které postupně osvobozovaly stále větší území Evropy. Tyto speciální týmy shromažďovaly sbíraly veškeré technické informace a technologie, které se podařilo objevit. Snažily se také získat nepřátelské vědce. Týmy Alsos nakonec operovaly v Itálii, Francii a Německu.
V rámci projektu Manhattan tak vlastně vznikla samostatná kontrarozvědka, která postupně rostla co do velikosti a rozsahu. Na různých místech se podařilo získat značné množství dokumentů a též některá dílčí zařízení, ze kterých ale brzy bylo zřejmé, že Němci jsou v této oblasti proti USA značně pozadu. Jak se ale ukázalo až po válce, přes přísná bezpečnostní opatření Američané nedokázali zabránit Sovětům v úspěšném špionážním programu, v jehož rámci ukradli některá z nejdůležitějších tajemství projektu Manhattan.

### Určení cílů bombardování

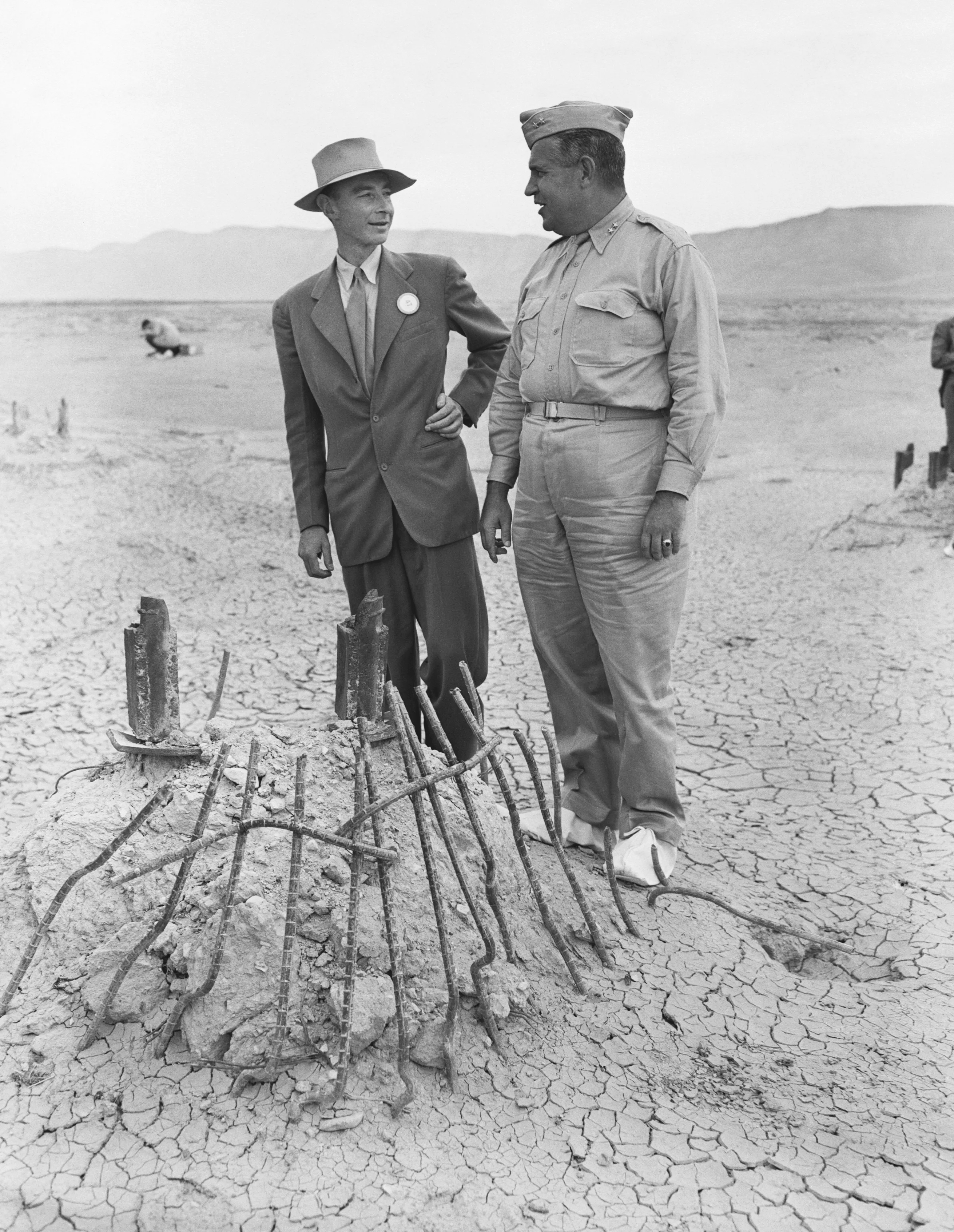
Groves a Robert Oppenheimer na místě testu Trinity v září 1945. Bílé návleky měly zabránit ulpívání radioaktivního prachu na botách.

V rámci projektu s krycím označením Silverplate se nejprve (od roku 1943) uskutečňovaly nezbytné, poměrně rozsáhlé úpravy bombardéru Boeing B-29 Superfortress, aby byl schopen nést atomovou bombu, později se termín „Silverplate“ rozšířil na všechny výcvikové a operační aspekty leteckého programu, které byly nutné pro dosažení cíle. V úplných počátcích projektu Silverplate se zvažovalo též použití britského bombardéru Avro 683 Lancaster, který přestože byl menší, měl větší pumovnici.
V březnu 1944 se Leslie Groves setkal s generálem Henrym H. Arnoldem, velitelem amerického armádního letectva (USAAF), aby s ním projednal vše, co souviselo s letadly. K aktivaci 509. smíšené skupiny USAAF došlo 17. prosince 1944 na vojenském letišti Wendover v Utahu pod velením plukovníka Paula W. Tibbetse, později měla základnu na ostrově Tinian, kde proběhla závěrečná fáze přípravy letadel a posádek pro lety bombardérů nad Japonsko.
Byla zřízena společná komise „Manhattan District – USAAF“ pro určení, která města v Japonsku by měla být cíli atomového bombardování. Ta doporučila následující města: Kokura, Hirošima, Niigata a Kjóto. V tuto chvíli zasáhl ministr obrany Henry L. Stimson, který oznámil, že o cílech rozhodne on, a že bombardování Kjóta nepovolí. Groves se ho několikrát pokusil přimět ke změně názoru a Stimson pokaždé odmítl. Kjóto bylo po staletí hlavním městem Japonska a mělo velký kulturní a náboženský význam. Nakonec Groves požádal Arnolda, aby Kjóto vyřadil nejen ze seznamu jaderných cílů, ale také z cílů pro konvenční bombardování.
V seznamu možných cílů bylo Kjóto nahrazeno městem Nagasaki. Jak známo, nakonec byly první dvě atomové bomby svrženy na města Hirošima a Nagasaki. Na Hirošimu byla 6. srpna 1945 svržena bomba z vysoce obohaceného uranu Little Boy (náhradní cíle: Kokura a Nagasaki). Let 9. srpna nejprve směřoval na město Kokura, ale vzhledem k počasí pokračoval na náhradní cíl: od té doby se v Japonsku používá výraz „mít štěstí jako v Kokuře“. Na město Nagasaki byla svržena plutoniová bomba Fat Man.
Generálmajor Kenneth David Nichols, který v projektu Manhattan pracoval na několika významných pozicích, včetně toho, že řídil zařízení na výrobu obohaceného uranu v Clinton Engineer Works v Oak Ridge v Tennessee a poté také zařízení na výrobu plutonia v Hanford Engineer Works ve státě Washington, shrnul svůj názor na nadřízeného takto:
(Leslie Groves) je nejnáročnější. Je nejkritičtější. ... Nebere ohled na všechny běžné organizační struktury. ... Má odvahu činit obtížná a včasná rozhodnutí. Je to ten nejegoističtější člověk, kterého znám. Ví, že má pravdu, a tak si za svým rozhodnutím stojí. Oplývá energií a očekává, že všichni budou pracovat stejně tvrdě nebo ještě tvrději než on. ... Nemilosrdně chránil celý projekt před zásahy jiných vládních agentur, což mi usnadňovalo úkol. Spolupráci s jinými (vládními) agenturami přijímal jen zřídka, a to vždy jen za vlastních podmínek. Během války i po ní jsem měl příležitost setkat se s mnoha našimi nejvýznamnějšími představiteli armády, námořnictva a letectva, stejně jako s mnoha našimi vynikajícími vědeckými, inženýrskými a průmyslovými představiteli. A abych to shrnul, kdybych měl svou část projektu atomové bomby dělat znovu a měl tu čest vybrat si svého šéfa, vybral bych si generála Grovese. — Kenneth David Nichols

## Po roce 1945

### Zakončení kariéry varmádě

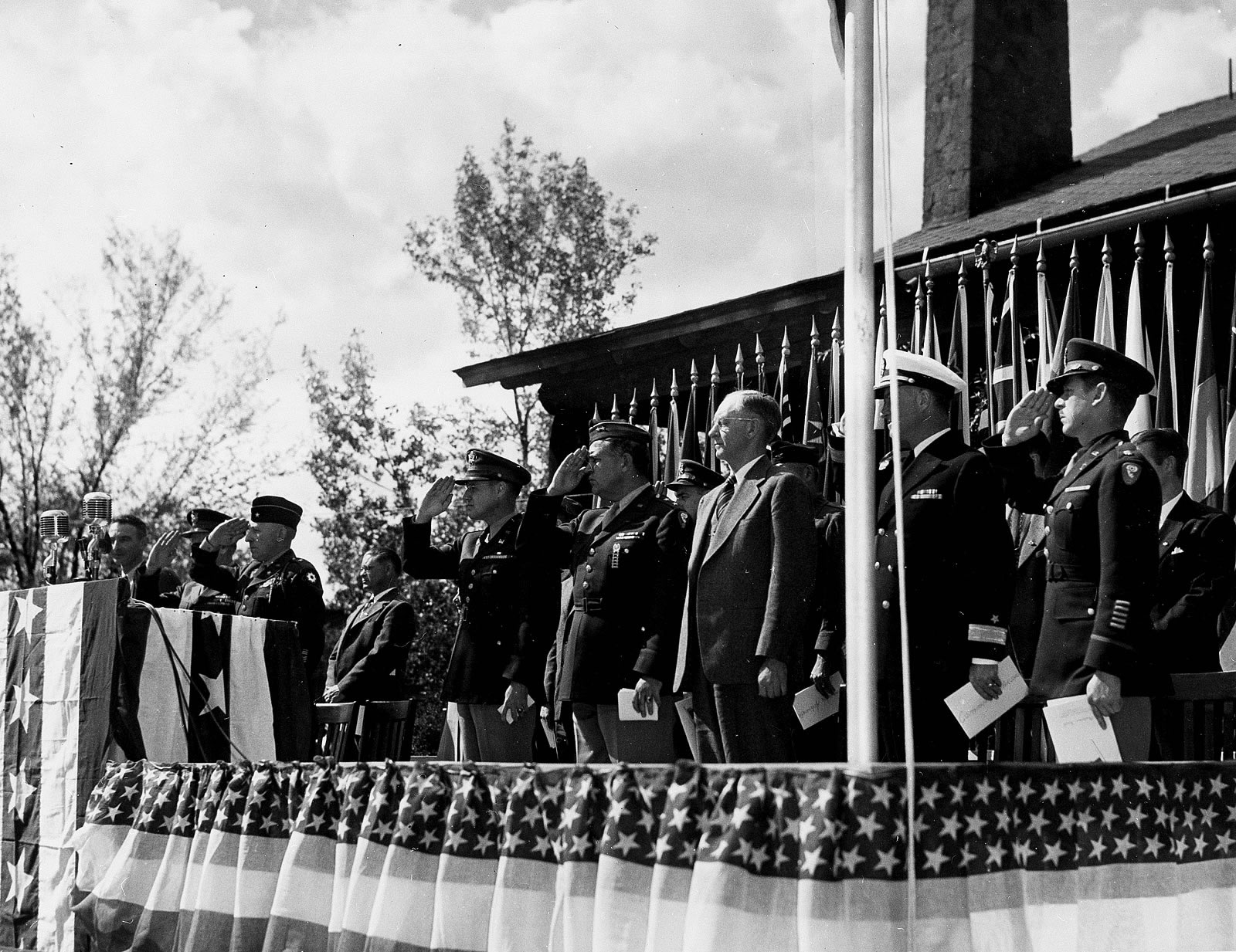
Slavnostní udílení Army-Navy E Award ve Fueller Lodge, Los Alamos 16. října 1945. Zleva vepředu: Oppenheimer, dvě neznámé osoby, Kenneth Nichols (s brýlemi), Leslie Groves, Robert Sproul a William Parsons.

Projekt Manhattan v původní podobě fakticky skončil v roce 1946. Po průtazích a několika odkladech byl v srpnu 1946 přijat zákon (Atomic Energy Act), který měl zajistit přeměnu tajného válečného projektu na dlouhodobě fungující uspořádání v nových podmínkách. Zákon vstoupil v platnost od roku 1947 a od 1. ledna 1947 byla současně veškerá odpovědnost nejen za jaderné zbraně, ale také za předpokládané mírové využití jaderné energie převedena z projektu Manhattan na nově založenou Komisi pro atomovou energii (AEC: Atomic Energy Commission), jejím prvním předsedou (do roku 1950) byl David E. Lilienthal. 
Pokud jde o jaderné zbraně, 29. ledna 1947 vydali ministr obrany Robert P. Patterson a ministr námořnictva James V. Forrestal společnou směrnici, kterou byl vytvořen Armed Forces Special Weapons Project (AFSWP, Projekt speciálních zbraní ozbrojených sil). Leslie  Groves byl 28. února 1947 jmenován šéfem AFSWP. V dubnu se AFSWP přestěhoval z „New War Department Building“ do pátého patra  Pentagonu. Groves již předtím začal plnit novou misi v roce 1946 vytvořením základny Sandia Base v Novém Mexiku, kde poté probíhal výzkum, vývoj, konstrukce a testování atomových zbraní (v roce 1971 byla základna Sandia sloučena s nedalekou Kirtlandovou leteckou základnou).
Dwight D. Eisenhower, pozdější prezident, ale tehdy armádní generál a náčelník generálního štábu, se s Leslie Grovesem setkal 30. ledna 1948, aby zhodnotil jeho práci. Eisenhower ocenil úlohu Grovese v projektu Manhattan, ale současně mu vylíčil dlouhý seznam stížností týkajících se jeho hrubosti, arogance, necitlivosti, pohrdání pravidly a povyšování mimo pořadí. Eisenhower dal jasně najevo, že Groves se nikdy nestane náčelníkem ženijního vojska.
Groves si uvědomil, že v rychle se zmenšující poválečné armádě nedostane žádný úkol podobného významu jako měl v projektu Manhattan, protože takové posty dostanou bojoví velitelé vracející se ze zámoří. Rozhodl se proto armádu opustit. Za vedení projektu Manhattan byl zvláštním zákonem Kongresu s platností od 24. ledna 1948 (krátce před svým odchodem z armády 29. února 1948), čestně povýšen na generálporučíka. Datum jeho povýšení do této hodnosti bylo zpětně datováno k 16. červenci 1945, tedy ke dni prvního zkušebního jaderného testu Trinity v poušti v Novém Mexiku.

### Pozdější život
Po odchodu z armády do civilu se Leslie Groves stal viceprezidentem společnosti Sperry Rand, která se zabývala výrobou zařízení a elektroniky včetně prvních komerčně dostupných a sériově vyráběných počítačů UNIVAC.  V roce 1948 se přestěhoval do malého pobřežního města Darien ve státě Connecticut. Když mu v roce 1961 bylo 65 let, odešel do důchodu a začal rovněž pracovat na dále popsané knize o projektu Manhattan. Působil také jako prezident organizace absolventů West Pointu, která se jmenovala Association of Graduates. V roce 1962 předal armádnímu generálovi Douglasi MacArthurovi cenu Sylvanuse Thayera (vyznamenání, které každoročně uděluje Vojenská akademie Spojených států amerických ve West Pointu osobnosti, jejíž charakter a úspěchy jsou příkladem motta West Pointu). MacArthur při této slavnostní příležitosti pronesl k nastoupenému sboru kadetů akademie slavný projev Duty, Honor, Country. 
V roce 1964 se přestěhoval zpět do Washingtonu, D.C. Dne 13. července 1970 Groves utrpěl infarkt způsobený chronickým zvápenatěním aortální chlopně. Byl převezen do Walter Reed Army Medical Center ve Washingtonu D.C., kde téže noci ve věku 73 let zemřel. Pohřební obřad se konal v kapli ve Fort Myer ve Virginii, poté byl Groves pohřben na Arlingtonském národním hřbitově vedle svého bratra Allena, který zemřel na zápal plic již v roce 1916.

## Ocenění a odkaz

### Vyznamenání a ocenění

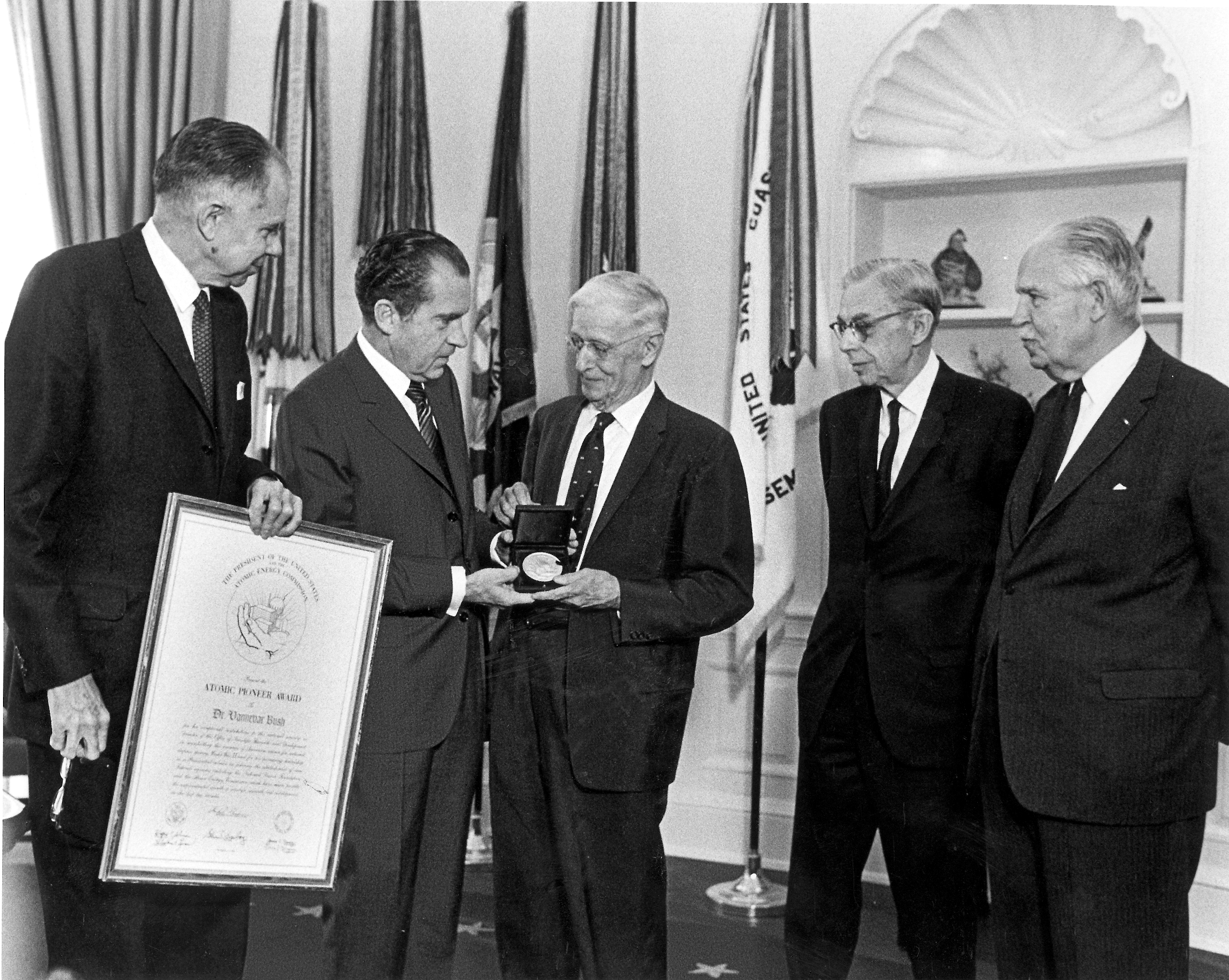
1969: Glenn Seaborg, prezident Richard Nixon a tři ocenění Atomic Pioneers Award: Vannevar Bush, James B. Conant a Leslie Groves.

Především za svůj přínos k vybudování Pentagonu a řízení projektu Manhattan obdržel několik amerických i zahraničních vyznamenání. Mezi udělená americká vyznamenání patří Distinguished Service Medal (14. srpna 1945),  Legion of Merit (Legie zásluh) a v roce 1969 mu prezident Nixon udělil Atomic Pioneers Award (viz obrázek). Britové mu udělili The Most Honourable Order of the Bath a získal také jedno z nejvyšších belgických vyznamenání Řád koruny. Kromě toho již před 2. světovou válkou získal nikaragujské prezidentské vyznamenání Medal of Merit. 
Kromě toho byl na jeho počest a připomínku pojmenován park podél řeky Columbia nedaleko Hanfordu ve státě Washington, tedy tam, kde pod krycím jménem Site W bylo vybudováno jedno z hlavních míst projektu Manhattan. Byly zde postaveny reaktory B, D a F a navazující továrny na separaci plutonia, které bylo využito plutoniovou verzi bomby (tedy první zkušební bomba the Gadget a bomba Fat Man svržená na Nagasaki; mnoho dalších bomb potom po skončení války).

### Kniha oprojektu Manhattan
Ihned po odchodu do důchodu v roce 1961 začal Leslie Groves také psát knihu s názvem Now It Can Be Told: the Story of the Manhattan Project (Nyní se to dá říci: příběh projektu Manhattan), která skoro na 500 stranách popisuje projekt Manhattan pohledem člověka, který celý tento obrovský projekt řídil a byl osobně přítomen u většiny klíčových událostí a rozhodnutí. Kniha poprvé vyšla v roce 1962 v nakladatelství Harper, později se dočkala dalších vydání. Je dostupná v několika českých knihovnách.

### Ve filmu, televizi a literatuře
Jako jedna z ústředních postav projektu Manhattan byl mnohokrát ztvárněn v různých filmových a televizních dílech. V britském televizním seriálu Oppenheimer z roku 1980, který vysílala a natočila BBC (v koprodukci s americkou společností WGBH-TV) roli Leslie Grovese ztvárnil britský herec Manning Redwood.  Titulní roli Roberta Oppenheimera hrál americký herec Samuel Atkinson Waterston. Jako zajímavost lze uvést, že Edwarda Tellera hrál David Suchet, později známý především svou titulní rolí v rozsáhlém seriálu Hercule Poirot. Herec Samuel Waterston byl za roli v seriálu nominována na Zlatý glóbus, ale nezískal ho.
V roce 1980 byl natočen rovněž americký televizní film  Enola Gay: The Men, the Mission, the Atomic Bomb (nezaměňovat s filmem Enola Gay z roku 1995), kde Leslieho Grovese hrál americký herec Richard Thomas Herd Jr. Ve filmu Fat Man and Little Boy z roku 1989 postavu Leslieho Grovese ztvárnil známý americký herec Paul Newman.  V roce 1989 byl rovněž natočen televizní film Day One, kde ho hrál Brian Dennehy. V roce 1995 vznikla japonsko-kanadská koprodukce Hiroshima, kde Grovese hrál americký herec Richard Masur.
V roce 2023 (v České republice 20. července) měl premiéru film Oppenheimer britsko-amerického režiséra Christophera Nolana, který je natočen ve velkorozměrovém formátu IMAX a který získal sedm Oscarů, pět Zlatých globů a mnoho dalších ocenění. Titulní roli ztvárnil irský herec Cillian Murphy, Leslieho Grovese hraje Matt Damon.
Předlohou pro výše uvedený Nolanův film byla rozsáhlá knižní biografie z roku 2005 American Prometheus: The Triumph and Tragedy of J. Robert Oppenheimer, česky vyšla poprvé na podzim 2023 pod názvem Oppenheimer: americký Prométheus. Na této knize, která má v originále více než 700 stran, pracovali historik Martin J. Sherwin a spisovatel Kai Bird více než 25 let a získala řadu literárních ocenění včetně Pulitzerovy ceny z roku 2006. Kniha podrobně mapuje nejen osudy Roberta Oppenheimera, ale také právě Leslieho Grovese a celý průběh projektu Manhattan.